# Лиманівка (станція)
Лима́нівка — проміжна залізнична станція Харківської дирекції Південної залізниці на електрифікованій постійним струмом лінії Мерефа — Лозова між станціями Герсеванівський (11 км) та Лозова (7,2 км). Розташована в селищі Лиманівка Лозівського району Харківської області.

## Історія
Станція відкрита 1869 року, в ході будівництва Лозово-Севастопольської залізниці, під первинною назвою — Лозова-Азовська. На той час залізничний вузол складався з двох станцій — Лозова-Азовська та Лозова-Севастопольська. У 1872 році виникла необхідність перейменування першої станції в Панютине, а другої — в Лозову, аби запобігти плутанини з вантажами та поштою. Тоді вже виникло питання про підвищення пропускної здатності залізниці.
6 березня 2025 року, відповідно з наказом «Укрзалізниці» № 104 станція Панютине перейменована в Лиманівку.

## Пасажирське сполучення
На станції Лиманівка зупиняються приміські електропоїзди Харківського та Лозівського напрямків.